# Jean-Baptiste Orpustan
Jean-Baptiste Orpustan, nascut l'any 1934 a Ossès (Pirineus-Atlàntics), és un professor honorari de les universitats (Michel de Montaigne Bordeaux III), especialista en lexicografia, lingüística històrica, literatura, onomàstica, traducció en llengua i literatura basques.

## Biografia
El 1990, va ser director de la unitat d'investigació associada 1055 del CNRS.
És el cofundador, amb Pierre Bidart (professor i antropòleg), de les edicions Izpegi, a Sant-Étienne-de-Baïgorry. És igualment a l'origen de la revista Lapurdum, publicada pel centre d'investigacions IKER (Centre d'investigació sobre la llengua i els textos bascos) amb el concurs de la facultat pluridisciplinari de Baiona.

## Treballs i publicacions
- Toponímie basque: noms des pays, communes, hameaux et quartiers historiques de Labourd, Baixa-Navarra i Soule, Bordeaux, Premses Universitàries de Bordeaux,  Presses Universitaires de Bordeaux. Toponymie Basque, 1997. ISBN 2867810957.  Presses Universitaires de Bordeaux. Toponymie Basque, 1997. ISBN 2867810957.
- La Revolució francesa a la història i la literatura basques del segle xix (actes del col·loqui internacional tingut a la facultat pluridisciplinària de Baiona els 28 i 29 de juny 1993), Sant-Étienne-de-Baïgorri - Izpegi, 1994,
- Dictionnaire toponymique des communes, Pau - Cairn Institut occità, 2005,
- Nouvelle Toponymie basque: noms des pays, vallées, communes et hameaux, Pessac, Premses Univesitaires de Bordeaux,  Presses Universitaires de Bordeaux. Nouvelle toponymie basque, 2006. ISBN 2867813964.  Presses Universitaires de Bordeaux. Nouvelle toponymie basque, 2006. ISBN 2867813964.( Presses Universitaires de Bordeaux. Nouvelle toponymie basque, 2006. ISBN 2867813964.  Presses Universitaires de Bordeaux. Nouvelle toponymie basque, 2006. ISBN 2867813964. i  Presses Universitaires de Bordeaux. Nouvelle toponymie basque, 2006. ISBN 2867813964.),
- 1789 i els Bascos, URA 1055 del CNRS, 1991, 255 pàgines,
- La llengua basca al Mitjà Age: IXe-XVe segles, 1999, 356 pàgines,
- La llengua basca entre els altres:, URA 1055 del CNRS. Col·loqui internacional, 1994, 187 pàgines,
- Précis d'història literària basca, 1545-1950: cinc segles de literatura en euskara, 1996, 298 pàgines,
- Els noms de les cases medievals en Labourd, Baixa-Navarra i Soule, Editàvem Izpegi, 2000, 496 pàgines.